# Glay (rockegyüttes)
A Glay japán rockegyüttes, mely 1988-ban alakult Hakodate városában, Hokkaidó szigetén. Eredetileg visual kei-együttes voltak, az évek folyamán felhagytak a látványos öltözékekkel és sminkkel. 1994-ben debütáltak, az X Japan alapítójának, Yoshikinek a kiadójánál, az Extasy Recordsnál, miután az X Japan gitárosa, hide felfedezte őket.
A rock és a pop mellett számos műfajt ötvöznek dalaikban, úgy mint a punk, az elektronikus zene, az R&B, a progresszív rock, a folk, a reggae, a gospel vagy a ska. Nevük a gray (szürke) szóból származik, az elírása szándékos, a jelentése pedig a rock (fekete) és a pop (fehér) összemosása. 2008-ig a Glay mintegy 51 millió lemezt adott el; 28 millió kislemezt és 23 millió nagylemezt.

## Tagjai
- Takuro – gitáros, vezető, fő dalszerző
- Teru – énekes, eredetileg dobos
- Hisashi – gitáros
- Jiro – basszusgitáros

## Diszkográfia
Stúdióalbumok
- Hai to Diamond (灰とダイヤモンド?, ’1994’)
- Speed Pop (1995)
- Beat Out! (1996)
- Beloved (1996)
- Pure Soul (1998)
- Heavy Gauge (1999)
- One Love (2001)
- Unity Roots and Family, Away (2002)
- The Frustrated (2004)
- Love Is Beautiful (2007)
- Glay (2010)
- Justice/Guilty (2013)
- Music Life (2014)